# Westfield Vélizy 2
Westfield Vélizy 2 est un centre commercial régional français situé sur la commune de Vélizy-Villacoublay, dans le département des Yvelines, à la limite des Hauts-de-Seine et de l'Essonne. Il est géré par Unibail-Rodamco-Westfield.
Le 14 septembre 2019, Vélizy 2 devient Westfield Vélizy 2.

## Histoire
- 1972 : Vélizy 2 ouvre ses portes, après Parly 2, à une époque où la France découvre les centres commerciaux. Avec 98 000 m2, Vélizy 2 est alors le plus grand centre commercial d’Europe.
- 1981 : Vélizy 2 accueille le lancement de la station radio RFM, une radio libre privée à l'époque de l’effervescence des radios libres en France[2].
- 1986 : Vélizy 2 augmente sa capacité d’accueil de 5500 places de parking gratuites.
- 1989 : dans le panorama annuel de la grande distribution dressé par le magazine Points de vente, Vélizy 2 apparaît en quatrième position en surface (le premier centre commercial en surface étant alors la Part-Dieu à Lyon), mais le premier en chiffre d'affaires avec 3,6 milliards de francs (la Part-Dieu réalisant 2,4 milliards de francs de chiffre d'affaires[3]).
- 2000 : le parc de stationnement s'agrandit de 2 000 places supplémentaires pour s'adapter à la clientèle, ce qui porte sa capacité de stationnement à 7 500 places.
- 2005 : comme de nombreux centres commerciaux construits dans les années 1970, Vélizy 2 se lance dans de grands travaux de rénovation avec notamment un nouveau plafond plus en hauteur et avec des ouvertures vitrées apportant de la lumière naturelle[4].
- 2007 : les travaux de rénovation se sont achevés, laissant place à la lumière. De plus, des travaux d'agrandissement du parking ont débuté et se finissent dans le courant 2008.
- 2019 : Après 2 ans de travaux, ouverture d'un cinéma de 18 salles et de 17 nouveaux restaurants dans un nouveau bâtiment de 20 000 m2. Le 14 septembre 2019, Vélizy 2 devient Westfield Vélizy 2[5].

## Les tables de Vélizy
Après près de deux ans de construction, le centre commercial inaugure « Les tables de Vélizy » un nouveau complexe entièrement destiné à la restauration.
On y trouve 23 restaurants et kiosques installés.
Selon l’auvergnat de Paris, l’investissement pour ce complexe aurait été de 140 M€.

## Quelques chiffres
Le chiffre d'affaires de l'hypermarché Auchan à Vélizy 2 est de 336,3 millions d'euros en 2006, ce qui en fait le plus gros hypermarché de France et le deuxième d'Europe. En 2008 des travaux d'extension font passer sa surface de vente de 16 200 à 19 700 m2. Le centre commercial accueille 60 000 visiteurs par jour, soit 18 millions à l'année. Dix ans plus tard, le magasin de Vélizy est toujours le premier hypermarché de France quant au chiffre d'affaires avec 270,6 millions d’euros fin 2016.

## Accès
Le centre commercial est desservi par :
- le T6 à la station Vélizy 2,
- les lignes 6123, 6124, 6134, 6145 et 6164 du réseau de bus de Vélizy Vallées,
- les lignes 179, 291 et 390 du réseau de bus RATP,
- la ligne 7807 du réseau de bus Île-de-France Ouest,
- par les lignes 15, 60 et 91.08 du réseau de bus Paris-Saclay,
- la nuit, par la ligne N66 du réseau Noctilien.